# Episodi di Girlfriends' Guide to Divorce (seconda stagione)
La seconda stagione della serie televisiva Girlfriends' Guide to Divorce, composta da 13 episodi, è stata trasmessa sul canale statunitense Bravo dal 1º dicembre 2015 al 23 febbraio 2016.
In Italia, la stagione è andata in onda dal 16 maggio all'8 agosto 2016 sul canale a pagamento Premium Stories.
| n° | Titolo originale                                        | Titolo italiano                                         | Prima TV USA     | Prima TV Italia |
| -- | ------------------------------------------------------- | ------------------------------------------------------- | ---------------- | --------------- |
| 1  | Rule No. 58: Avoid the Douchemobile                     | Regola 58: Evitare le megamacchine                      | 1º dicembre 2015 | 16 maggio 2016  |
| 2  | Rule No. 77: Don't Blow The Bubble                      | Regola 77: Non far scoppiare la bolla                   | 8 dicembre 2015  | 23 maggio 2016  |
| 3  | Rule No. 8: Timing Is Everything                        | Regola 8: Il tempismo è tutto                           | 15 dicembre 2015 | 30 maggio 2016  |
| 4  | Rule No. 65: You Can Go Home Again                      | Regola 605: Puoi tornare a casa                         | 22 dicembre 2015 | 6 giugno 2016   |
| 5  | Rule No. 72: It's Never Too Late to Be a Mean Girl      | Regola 72: Non è mai troppo tardi per diventare perfida | 29 dicembre 2015 | 13 giugno 2016  |
| 6  | Rule No. 25: Beware the Second Chance                   | Regola 25: Attenzione alla seconda chance               | 5 gennaio 2016   | 20 giugno 2016  |
| 7  | Rule No. 14: No...Means No                              | Regola 14: No vuol dire... No.                          | 12 gennaio 2016  | 27 giugno 2016  |
| 8  | Rule No. 79: Labels Are For Canned Goods                | Regola 79: Le etichette sono per le merci in scatola    | 19 gennaio 2016  | 4 luglio 2016   |
| 9  | Rule No. 81: There's No Crying in Porn                  | Regola 81: Non si piange nei porno                      | 26 gennaio 2016  | 11 luglio 2016  |
| 10 | Rule No. 36: If You Can't Stand the Heat, You're Cooked | Regola 36: Se non puoi sopportare il calore, sei cotto  | 2 febbraio 2016  | 18 luglio 2016  |
| 11 | Rule No. 118: Let Her Eat Cake                          | Regola 118: Lasciale mangiare la torta                  | 9 febbraio 2016  | 25 luglio 2016  |
| 12 | Rule No. 876: Everything Does Not Happen For a Reason   | Regola 876: Non tutto accade per una ragione            | 16 febbraio 2016 | 1 agosto 2016   |
| 13 | Rule No. 59: Happily Ever After Is An Oxymoron          | Regola 59: E vissero felici e contenti è un ossimoro    | 23 febbraio 2016 | 8 agosto 2016   |